# 程子华
程子華（1905年6月20日—1991年3月30日），原名苏世杰、程世杰，山西运城人，中国共产党、中华人民共和国政治人物，原副国级领导人。中国工农红军、八路军和中国人民解放军高级将领。
程子华毕业于黄埔军校武汉分校，参与广州起义。於1929年发动大冶兵暴，后任红五军团十四师师长、二十二师师长及粤赣军区代参谋长。1934年，调任红二十五军军长，参与长征。抗日战争时期，任冀中军区政委及中共晋察冀分局代书记兼晋察冀军区代政委。第二次国共内战时期，任冀察热辽军区司令员及第四野战军第十三兵团司令员。中华人民共和国成立后，任中共山西省委书记、全国供销合作总社代主任、国务院财贸办公室副主任、中华人民共和国商业部部长、国家建委副主任及国家计委常务副主任等职。“文化大革命”时期受迫害，此后擔任中華人民共和國民政部部長及全国政协副主席。

## 生平

### 早年革命生涯
1905年生於山西解州（今运城市盐湖区解州镇）的苏姓人家，为家中第三子。过继给姨妈，改姓程，名世杰，又后改名为子华。1912年读私塾。1917年入模范国民小学（初小）1919年秋毕业后差点失学，自己到运城考入官费的第三贫民高小，学校补助每月一元贰角的伙食费，住宿课本纸张笔墨全是公费，每年还发一套单制服和鞋。1922年秋考入位于太原的山西省立国民师范学校（阎锡山1919年创办的一所专门培养全省小学教师的师范学校，1936年撤销）。1925年考入阎锡山创办的进山中学第二班，申请官费生资格不批准，没有伙食钱，回到了国民师范四十一班，领导学潮驱逐了班主任，成为校学生会副会长。1926年6月经纪秀川介绍加入中国共产党。1926年12月被山西省委派遣报考黄埔军校武汉第一分校，从同学处借了几十元旅费，坐火车从太原经石家庄到北京再到天津坐船到上海再坐江船到武汉，1927年1月考入黄埔军校武汉第一分校，进入入伍生第二大队第八队。当时山西老乡徐向前任军校工兵大队少校大队长。1927年6月夏斗寅在宜昌叛乱时，军校师生组建了中央独立师随叶挺第2师出征平叛，这是程子华第一次参加战斗，晚年回忆时说：“那时我们真年轻！”
1927年8月2日军校师生改编为国民革命军第四集团军第二方面军教导团，以“东征讨蒋”名义乘船南下，8月4日到九江时被第二方面军总指挥张发奎缴械，一批共产党员陈毅、肖劲光、罗瑞卿、赵一曼（女）、程子华、王良脱队南下追赶南昌起义部队。程子华回武汉找不到党组织，又乘船到上海在英租界遇到徐向前接上了组织关系，被派到广东参加贺龙叶挺的南昌起义军。经香港、广州，到李济深第八路军总指挥部特务营三连当传令兵混饭吃，1927年10月初原来的张发奎的教导团（原武汉分校）也到了广州，就又回到原来所在的第一营第一连，第二次接上了组织关系。1927年12月参加广州起义。起义军退出广州以后，所部组建了红四师共1200余人，师长叶镛（黄埔四期）、参谋长袁国平（黄埔四期），十团党代表徐向前，程子华在十团。红四师与保卫海陆丰苏维埃政权的红二师（师长董朗黄埔一期、党代表彭湃）合会。
至1928年6月，两个师在军阀围剿下最后只剩下四、五十余人，程子华战斗负伤，伤愈后到普、潮、惠三县独立团（只有百余人）当会计，部队被打散，躲到山里挖红薯充饥，因为是北方人无法就地隐蔽，被县委组织送到揭阳县炮台火车站，乘火车到汕头，乘船到上海找不到熟人，无票混招商局轮船到南京，乘津蒲路货车到徐州，沿陇海路徒步西行豫西会兴镇渡过黄河到山西省平陆县越过中条山到运城老家，当地正在疯狂抓捕党员与进步群众，只好去河南南阳去投奔在岳维峻南路军当军医的大哥，原路经中条山渡黄河到豫西会兴镇，乘火车到驻马店，走到了南阳，未遇上大哥，冯玉祥部进攻南阳，只好随岳维峻部撤到了驻马店。1928年10月坐在驻马店车站长凳上坐困愁城，遇上了武汉军校同学郭炳，接上组织关系，到岳维峻部确山县独立15旅做兵运工作，任营部副官、改名为程子华，第三次接上了组织关系。岳部不清党，里面隐蔽了很多被通缉的党员。部队退到阜阳时，程子华下到该营三连三排任排长。1928年冬被蒋介石安排到淮阴，缩编为新编第一师，程子华任第3旅（旅长刘鹏）第六团（团长方少海）二营五连（连长孟宗鲁）三排长。
1929年3月底新编一师调芜湖。4月下旬，新编第1师北调蚌埠。6月初，因桂系在鄂部队相继归顺中央，为加强湖北防务，新编第1师奉调襄樊。7月13日，新编第1师与第11师（师长曹万顺）合编为第3军（军长曹万顺），岳维峻调任第3军副军长，所遗新编第1师师长由曹万顺兼任，曹万顺所遗第11师师长由陈诚接任。曹以大批黄埔毕业生代替岳部的旧军官。到1929年夏，新编一师已有十四、五个连队建立支部，有党员七十多人。中央军事部负责人周恩来通过石仲伟直接领导该部的党组织。1929年夏，蒋介石派新编一师进攻沙市、宜昌的张发奎部，第一、第二、第三团被张发奎缴械，第四、第五团被王俊杰拖走，程子华所在第六团与新编一师余部合编为独立第十五旅，旅长唐云山，第六团改称第二团。程子华成为军官中唯一的党员。在第2团第2营的3个连中，通过拉关系、交朋友，同各连长、排长接触，秘密争取和团结士兵中的非党员分子，慢慢积蓄力量；独15旅中许多中共党员都由程子华单线联系；和中央军委通了气，又设法与被迫离开该部的党员赵品三、郭子明等人取得联系，为组织兵暴做准备。1929年夏红五军第5纵队从湖南平江来到鄂东南，在大冶地区开展游击战。1929年10月初，独15旅2团1营、2营被调大冶和阳新地区进攻红军。正好湖北省委军委的石仲伟、柯庆施、邓乾元三人在汉口找到程子华，了解了当时的情况和兵暴的计划，随后石仲伟赴中共中央作汇报，柯庆施、邓乾元、赵品三、郭子明到红五纵队、鄂南特委取得联系。
1929年10月下旬，独15旅2团到达大冶一带，1营驻阳新，程子华所在的2营驻大冶，3营驻江北的团风。程子华和赵品三商议，认为“这是一个机会，应该乘机把队伍拖去当红军”。12月初，中央军委派员刘振三化装进入大冶城，到程子华，向他传达了党的决定：采用里应外合的方案，由程子华带人在里面发动兵暴，红五纵队从外面攻城。程子华原本打算在12月11日发动兵暴，以纪念其曾参加过的广州起义两周年。但如果这天举行兵暴，红军离城远来不及，又怕动作太迟发生变故，最终兵暴发动时间定于12月14日晚12时。刘振三出城回去联络。
12月14日当晚，大雨瓢泼，一片漆黑。红五纵队4000余人按照既定部署，第1支队由李灿、何长工率领，在大冶城郊的七里界山上集结，等待拂晓攻城；第2支队在大冶与石灰窑之间的牛角山一带埋伏，阻敌增援。深夜23时半，程子华悄悄把所在5连的党员和各班班长集合起来，宣布兵暴当红军去！晚24时，程子华带领大家割断电话线，切断独15旅与外界的联系，迅速拘押了反对兵暴的军官，塞住他们的嘴巴，把他们捆在祠堂的露明柱上。程子华派两个排去解决第6连、第7连，派两个班去收拾营部，只留一个班看守反动军官。6连本就有一些中共党员，起义士兵拿下了连部，很快就掌控了全连。第7连是刚从第1团调入的，还没有在连队中开展工作。兵暴士兵向七连哨兵直截了当讲明要进营院解决黄埔军官，哨兵敞开大门让他们入内，可不巧的是，院子太黑，有人不小心踢倒了汽油桶做成的小便桶，惊醒了7连的人。他们以为有人来进攻，急忙朝院子里乱放枪。敌营部官兵听到枪声也警觉地戒备起来。因起义部队兵暴后还不稳定，不便强攻，程子华当机立断，率5连、6连起义士兵200余人撤出城，在城郊的一个山沟隐蔽起来。黎明时分，红五纵队渡过城南的微源湖，奋力攻城，接应兵暴部队。独15旅2营朱营长本就被兵暴弄得慌了神，又见大批红军来攻，也知形势不妙，急忙带领营部与七连弃城逃跑，正好进入红五纵队第2支队的埋伏圈，全部被缴械。红五纵队侦察得知城内还有国民党地方两个连城防，立即命令被俘的敌军号兵吹响增援号。城内敌军听到号声，果然上当，跑步出城，也被缴械。兵暴部队同红军胜利会师后，攻克了大冶县政府，活捉县长，解救出被关押的我党同志，俘敌千余人，缴枪500多支，取得了完全胜利。
大冶兵暴消息很快传遍了鄂东南，受此影响独15旅余部也相继起义。驻扎在阳新的独15旅2团1营1连、2连约80名士兵在太平塘参加了红五纵队。27日独15旅旅长唐云山亲自率领旅部及1团和2团3营开进大冶县城，不料，二团三营九连中的共产党员于29日晚趁其他连队涌上城头备战之际，拖出八九十人参加了红军。眼见连续发生3次兵暴，唐云山部恐再生变数，仓皇撤回武汉。兵暴中伤亡很小，参加红军后无一人开小差，因而被中央军委称为“模范的大冶兵暴”，党中央的刊物还赞誉这次兵暴为“模范兵变第一声”。大冶兵暴的幕后功臣程子华也因此在第二次中华苏维埃代表大会上被授予二等红星奖章。大冶兵暴的胜利，使红五纵队由挺进鄂东南时的1000多人扩充到6000多人；红五纵队扩编为三个支队。大冶兵暴的5个连合编为红五纵队第2支队，程子华任支队长，陈奇为政委。。1930年5月在“立三路线”下攻打瑞昌城时负重伤。1930年6月16日在大冶县，红五军第五纵队扩编为红八军，与红五军会编为红三军团。1930年7月，中央交通局长吴德峰安排程子华到上海养伤。1931年初从上海出发，经汕头、潮州、大埔县、闽西苏区，于4月初到江西省东固的红军总部，分到红三十五军任307团团长。

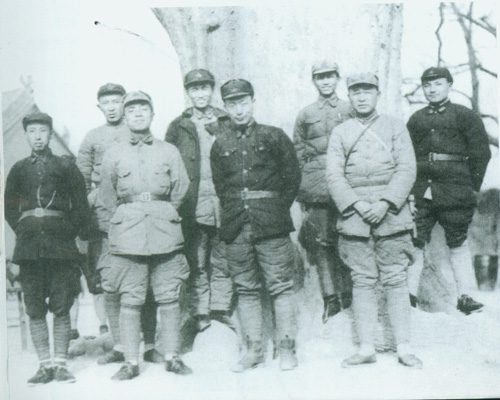
1936年2月，红一军团、红十五军团部分领导干部在陕西淳化合影。前排左起：王首道、杨尚昆、聂荣臻、徐海东。后排左起：罗瑞卿、程子华、陈光、邓小平。

后红三十五军改编为独立三师，师长刘铁超牺牲后继任师长。第四次反围剿前，独立三师主力第七团留下（很快又从地方上扩军充实起来），第八、九团编给了红一军团。红五军四十师师长、四十一师师长兼政委。1932年初，担任红五军团第41师（小师）政委和第42师（小师）师长、后任团长（大团）和第十四师（新成立的大师）师长、入红军大学上干队学习（同班有龚楚、孔荷宠），未及毕业分配到鄂豫皖工作，一时走不成任粤赣军区第二十二师师长（辖3个团八千人）、粤赣军区代参谋长，参加了第二到第五次反围剿战争。 
1934年1月，中共鄂豫皖省委宣传部部长成仿吾到瑞金向周恩来汇报根据地局势，周恩来便准备派程子华到鄂豫皖苏区，1934年6月周恩来与程子华谈话，交待中央指示精神。由交通员带路，经闽西、粤东，从汕头坐船到上海，再由鄂豫皖省委交通员石健民带路乘船到汉口，在大智门火车站乘车到柳林站，1934年8月底到了鄂东北道委书记郑位三那里，等了四十多天鄂豫皖省委与红二十五军从皖西回鄂东北。程子华与郑位三见面后，谈到红二十五军转移问题，郑位三回忆：“子华再谈了一下陕南的情况，蒋杨如何矛盾，地形如何如何好。他初到，不敢急于主张这样做。我和他同住40多天，认为他说得好。”1934年11月11日在光山县花山寨举行了第十四次省委常委会议，程子华传达中央指示精神，还讲了周恩来和朱德的意见：“红二十五军可去陕西，与川陕苏区连接起来”，会议一致同意程子华带来的周恩来指示，打出去创建新根据地，并决定程子华任红二十五军军长，徐海东则改任副军长:140，吴焕先为政委，戴季英为参谋长，郑位三为政治部主任，撤销师级建制，军部直辖第223、224、225团与手枪团，共计2980余人。郑位三在28年后评议：“长征这着，一是子华起了作用，二是省委酝酿得好。”
1934年11月16日以“中国工农红军北上抗日第二先遣队”名义从罗山县何家冲开始长征。在与中央失去联系的情况下，转战900多公里进入陕南，创建鄂豫陕根据地。期间，程子华在庾家河战斗中带头冲锋被重机枪子弹击穿双手:334，伤了动脉血管，流血过多、当时有10个伤口，只能用盐水煮了布条往伤口里来回擦、排脓消毒的剧痛，使他时常昏迷持续了两个多月。此战中程子华、徐海东均重伤，省委书记徐宝珊肺病病重，三人都用担架抬着，总有约一个营保护，创建鄂豫皖根据地的任务压在吴焕先身上。程子华看到大批红军战士轮流抬着他、保护他翻山越岭行军，几次要求截肢能伤愈得快一些，是钱信忠保住了他的双手。但是双手终身残废了，像鸡爪子一样。晚年时程子华对家人回忆：在受重伤前脾气很不好，但是看到那么多的红军战士为了他出生入死，他看待事务和人的观念起了很大的变化，脾气也小了很多。程子华向身边的同志讲解红一方面军的《三大纪律八项注意》，由红二十五军政治部宣传干事程坦、刘华清谱曲成为传唱几十年的军歌。1935年7月16日，为配合红一方面军北上，红二十五军主力跨过终南山，到达西安附近，7月30日北上，此时军部辖第223、第225团、手枪团，近4000人，西征甘肃，配合中央红军北上。8月21日政委吴焕先阵亡，程子华担任鄂豫陕省委代理书记、红二十五军政委，徐海东任军长，戴季英任参谋长，郭述申任政治部主任。9月18日，三千七百多人的红二十五军在国军十万余部队的重重包围下，突围到达陕北永平镇，与刘志丹率领的红二十六、二十七军会师，改编为红十五军团，程子华任军团政治委员。随后参与指挥参与劳山战役，全歼张学良部国军第110师。10月发动榆林桥战斗，歼灭东北军四个营，活捉团长高福源。这时程子华已瘦得皮包骨，身上的褥疮让他的脚脱下了整整一个壳。10月19日，中央红军到达陕北吴起镇苏区。1981年3月程子华回忆：“在消灭榆林桥的东北军以后，我仍在道佐铺。陕北苏区洛河川特委书记李景林来说，有‘马回回’到了吴起镇，穿的衣服什么都有。他给了我一张布告，我看落款是陕甘支队，有彭德怀、杨尚昆的签名。这样，我就清楚了，这是中央红军来了，赶快欢迎，慰劳他们。我给彭德怀、杨尚昆写了一个报告，说了陕北敌人的形势，红军的作战方针，劳山、榆林桥战斗。”11月3日在下寺湾边区特委召开中央政治局会议，决定成立西北革命军事委员会，毛泽东为主席，周恩来、彭德怀为副主席，成员有王稼祥、林彪、程子华、徐海东、聂洪钧、郭洪涛，并确定：大的战略问题，军委向中央提出讨论；至于战斗指挥问题，由军委全权决定；中央红军同红十五军团会合后，红十五军团应保存，红二十六军、红二十七军因历史关系也不要合并，陕甘支队可编成红一军团，并成立红一方面军。程任红一方面军第十五军团政治委员。随后取得了直罗镇战役胜利。
1936年2月，红一军团和红十五军团组成中国人民抗日先锋军，举行东征。程子华和徐海东率领红十五军团，渡过黄河，进入山西，直取晋西北。5月，东征军回师河西。红十五军团回到陕北休整。中旬，奉命西征，配合左路军，迎接红二、四方面军北上，并于10月8日在甘肃静宁、会宁地区会师。随后，其率红十五军团一部与红一军团夺取山城堡战役胜利。同年底，西安事变爆发，程子华参加防卫西安南部地区。

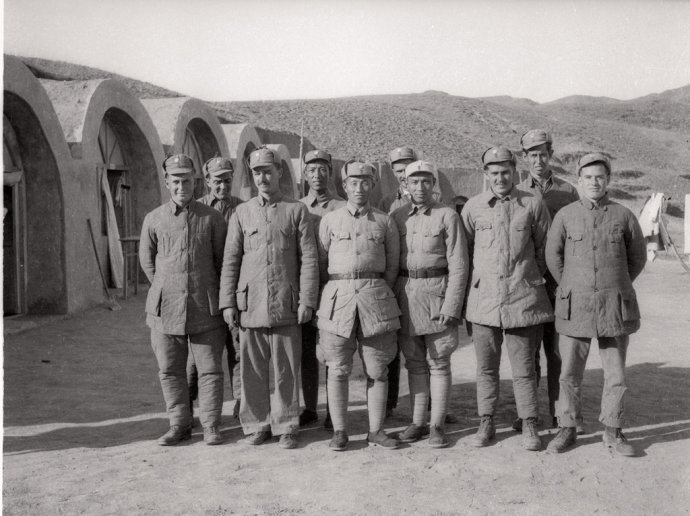
1945年2月，美军观察组回国前和晋察冀军区领导程子华（前排左三）、唐延杰、耿飚等在军区驻地河北阜平庙台村西沟窑洞前合影。

### 抗日战争时期
1937年9月，程子华到第二战区民族革命战争战地总动员委员会工作，任党团书记兼人民武装部长、中共中央北方局委员，开展抗日民族统一战线工作。1938年，中共六届六中全会后，做了手术。毛泽东于1938年11月24日指示程子华带领周彪、帅荣、旷伏兆、李天焕、谭冠三等一批红军老干部来到冀中开展抗日部队的正规化工作。 1939年1月，程子华任八路军第三纵队兼冀中军区政委，后兼冀中区党委书记，与吕正操领导冀中区军民坚持平原游击战争。和吕正操、黄敬、孙志远等合作得很好，亲密无间。也有过不同意见，但都能摆到桌面上，畅所欲言，统一思想，统一行动，个人之间毫无芥蒂。在冀中，程子华当时提出的整军口号是：继承和发扬八路军的光荣传统，为创造主力兵团而斗争！他提出战练结合，用打胜仗的办法向中央总部汇报整训成果。程子华总结了在平原地区建设根据地和进行游击战争的经验，1942年夏编写了《冀中平原上的民兵斗争》，倡导了地道战。
1939年12月，程子华与冀中军区政治部主任孙志远发电报给八路军总部，汇报日军在冀中实行“以铁路为柱，公路为链，据点为锁”的“囚笼政策”的情报。这个情报受到八路军总部重视，因而有了之后的百团大战。百团大战中，程子华与吕正操指挥冀中部队16个团参战。
1942年5月，日军对冀中发动“五一大扫荡”，冀中军区机关转移至北岳区。1943年实行党政一元化领导，聂荣臻任晋察冀中央分局书记、晋察冀军区司令员兼政委，程子华和刘澜涛任副书记兼副政委，肖克任副司令员。1943年8月，聂荣臻、刘澜涛奉命返回延安参加中共七大后，程子华任中共中央晋察冀分局代理书记、晋察冀军区代政治委员:133，与代司令员萧克领导晋察冀部队巩固并扩大了晋察冀根据地。1944年，萧克去延安看病，程子华又代理军区司令员。还兼任了工商局长与第一任经委主任，全面主持了党、军、经济工作。晋察冀军区转入了反攻阶段。发展到100个团11万人，人口2500多万。1945年6月，在中共七大上当选中央候补委员。8月，指挥晋察冀军区的反攻作战。抗战胜利前夕，派胡锡奎、王国权、段苏权等开赴筹建热河省委和军区，命令李运昌率领冀热辽部队挺进东北。

### 第二次国共内战时期

1947年，程子华任中共中央冀察热辽分局书记、冀察热辽军区司令员兼政治委员

抗日战争结束后，程子华奉命到东北。1945年9月被任命为中共东北中央局委员。1945年10月，程子华任东北军区（临时性机构）司令员:339。11月，任东北人民自治军副政治委员。1946年1月，程子华任冀热辽军区第一政治委员:420，指挥古北口保卫战，司令员萧克。1947年5月，任冀察热辽中央分局书记、冀察热辽军区司令员兼政委:434，率部参与东北夏季攻势。1947年起任冀察热辽前线指挥所司令员，曾兼任前线指挥所政治委员，参与秋季攻势和冬季攻势。中共著名的战斗英雄董存瑞即出自程子华麾下。
1948年5月，程子华任东北野战军第二兵团（由冀察热辽军区前指改编）司令员兼政委，率领东野第八、九、十一纵队和冀察热辽军区三个独立师大兵团作战。9月，率部参加辽沈战役，并参与指挥了塔山阻击战。塔山阻击战激战过程中，东北野战军司令员林彪向程子华命令“我不要伤亡数字，我只要塔山！”东北野战军在塔山的阻击，使国军东进兵团无法增援被围攻的锦州和廖耀湘兵团，为中共取得辽沈战役的胜利奠定基础。
1948年11月，东北第二兵团组成先遣兵团，参加平津战役。东北野战军机关入关前，中央军委授权程子华统一指挥华北第二、第三兵团及地方部队进行平绥线作战。1949年1月，程子华率部担负对北平西面和北面包围。1949年1月22日北平和平解放后，程子华任北平警备司令员兼政委，协助军管会主任、市长叶剑英和市委书记彭真维护首都的治安。1949年4月，程子华任第四野战军第十三兵团司令员，率部南下，占领安阳、新乡、襄阳、沙市、宜昌等城市。

### 中华人民共和国成立后

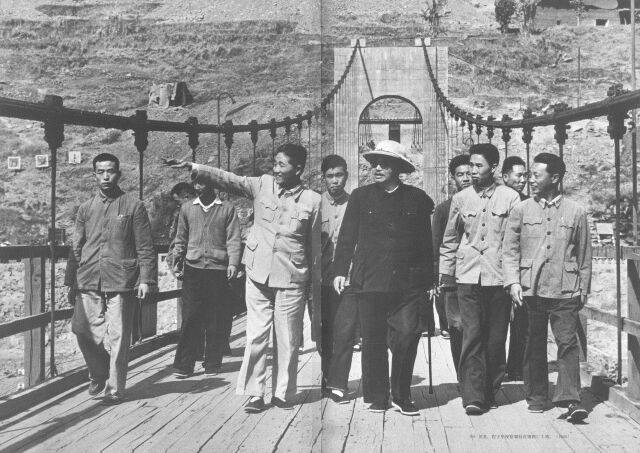
1966年3月15日，贺龙、程子华视察攀枝花钢铁厂工地。

1949年8月，程子华出任中共山西省委书记、省人民政府主席、軍區司令员兼第一政委:497、黨委書記。1950年11月，任全国供销合作总社副主任，中华全国合作社联合总社干部学校（现北京工商大学最早前身之一）校长。1952年10月，任全国供销合作总社代主任、党组书记兼总社干部学校校长。1954年9月，程子华当选为第一届全国人大常委会委员、全国人大预算委员会副主任委员。1956年任国务院财贸办公室副主任。1958年任中华人民共和国商业部部长、党组书记。1960年任国家建委副主任、党组副书记。1961年任国家计委常务副主任、党组副书记。1965年，程子华调任西南三线建设委员会常务副主任、西南局书记处书记。
在文化大革命中，程子华与西南局领导一起受迫害，被关押。在此期间，程子华写出《关于西南三线建设的情况总结》。1972年，程子华被解除关押，但又遭迫害。1973年被“解放”回家。1975年，到中央读书班学习，写出了《我对〈资本论〉第二卷关于再生产理论的认识》。1978年起，程子华任中华人民共和国民政部部長兼黨委書記，進行整頓工作，平反大量冤假错案、推动扶贫工作。把董存瑞烈士的妹妹董存梅调到了民政部工作。程子华还主持了《选举法》的修改工作，并组织领导了文化大革命以后的第一次全国县、乡选举。1980年9月12日，政协第五届全国委员会第三次会议增选程子华为全国政协副主席。
1982年，程子华卸任民政部部长，并在中共十二大上当选中央顧問委員會常委，担任中国足球协会名誉主席。筹建黄埔军校同学会，参与三峡建设调研工作，关心体育事业。
程子华是中共七届中央候补委员、八届和十一届中央委员，第一届全国人大常委，第三、四、五届全国人大代表，第三届国防委员会委员，第五、六届全国政协副主席，在中共第十二次、十三次全国代表大会上当选为中央顾问委员会委员、常委。1991年3月30日，程子华在北京逝世。官方稱他為「中国共产党的优秀党员、久经考验的忠诚的共产主义战士、无产阶级革命家、我军卓越的指挥员和政治工作者、我国经济战线杰出的领导者」。